# Trpinja
Trpinja è un comune della Croazia di 6 466 abitanti della Regione di Vukovar e della Sirmia.